# Batticarne

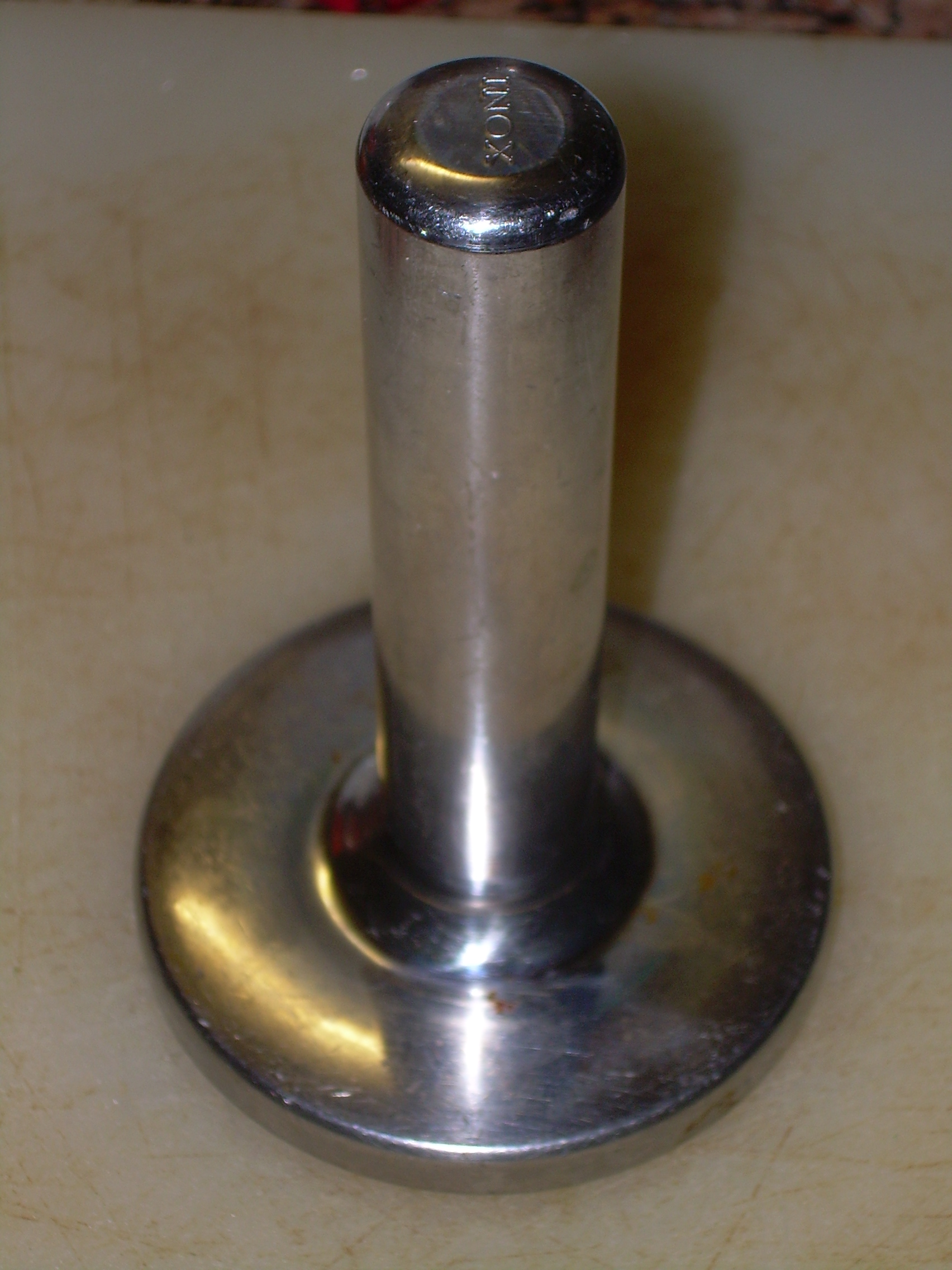
Batticarne in acciaio

Per batticarne o pestacarne si intende uno strumento da cucina il cui scopo è quello di appiattire e intenerire la carne prima della cottura.

## Caratteristiche

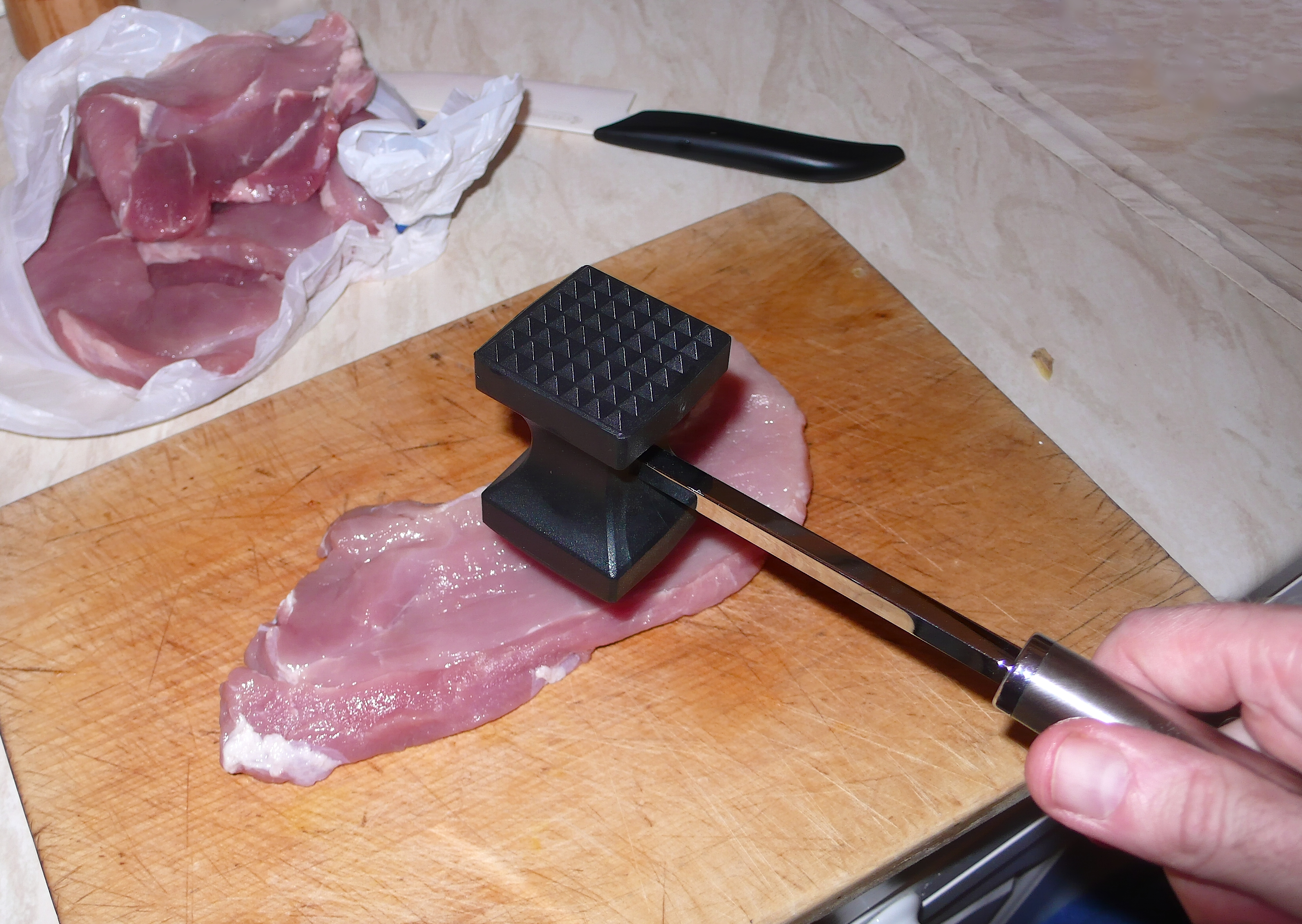
Un martello batticarne

I batticarne hanno aspetto e dimensioni variabili: in molti casi sono dei cilindri metallici sottili a cui è collegato un manico corto sulla base; altri sono invece dei martelli con un'estremità metallica quadrata o circolare. Molti batticarne presentano delle piccole punte che facilitano il processo di schiacciamento della carne. Questo strumento è indicato se usato per rendere la carne più semplice da digerire e intenerire i tagli più duri.
Spesso i pestacarne vengono usati per preparare le scaloppine, bistecche grigliate o le cotolette.

## Tipi
- a pugno, con impugnatura perpendicolare alla piastra
- a martello, con manico simile a quello del martello
- a pressione, con maniglia antiscivolo, per schiacciare la carne sulla griglia o piastra.[3]